# سیارک ۱۲۶۷
سیارک ۱۲۶۷ (به انگلیسی: 1267 Geertruida، نامگذاری:1930HD) هزار و دویست و شصت و هفتمین سیارک کشف شده‌است که در ۲۳ آوریل ۱۹۳۰ کشف شد.
قدر مطلق سیارک برابر ۱۲٫۱۰ است.